# 巌窟王 (1934年の映画)
『巌窟王』（がんくつおう、原題：The Count of Monte Cristo）は、1934年に公開されたアメリカ合衆国の冒険映画。ローランド・V・リーが監督を務め、ロバート・ドーナットとエリッサ・ランディが出演している。アレクサンドル・デュマ・ペールの小説『モンテ・クリスト伯』を原作としており、無実の罪で投獄された男が、自分を陥れた3人の男に復讐する物語である。

## あらすじ
1825年、エルバ島に幽閉されていたナポレオン・ボナパルトは、フランス本土の帝政派への文書をモレル船長に託し、モレルはマルセイユに向けて船を出す。しかし、船は暴風雨に遭い、モレルは瀕死の自分に代わり一等航海士のエドモンに船と文書を託す。しかし、エドモンは船内の密告者（ダングラール）によって逮捕されてしまう。エドモンは無実を訴えるが、帝政派の父宛ての手紙の存在を揉み消そうとするヴィルフォール、船長の座を狙う二等航海士ダングラール、エドモンの恋人メルセデスに横恋慕する親友モンデゴの3人の画策によりエドモンはシャトー・ディフに投獄される。百日天下の間、エドモンの友人たちは彼が釈放されることを期待したが、ヴィルフォールは彼が脱獄を図って射殺されたという偽の報告書を作成し、モンデゴはそれを基に「エドモンは死んだ」とメルセデスに告げ、彼女は母親の勧めもありモンデゴと結婚する。
8年後、エドモンは牢獄からの脱走を図るファリア神父と知り合う。2人は協力して脱獄を計画し、脱獄用のトンネルが完成するまでの間、ファリアはエドモンに教育を施す。しかし、脱獄する前にファリアは病死してしまうが、エドモンは死ぬ直前の彼から莫大な財宝の在り処を聞かされる。ファリアの遺体と入れ替わったエドモンは脱獄に成功し、モンテクリスト島に向かい財宝を手に入れる。財宝を手に入れたエドモンは3人への復讐を計画し、部下に命じてモンデゴとメルセデスの息子アルベールを誘拐させる。エドモンは自作自演でアルベールを救出し、「モンテ・クリスト伯爵」と名乗りパリ社交界に進出する。
エドモンは最初の標的として伯爵になっていたモンデゴを選び、彼が名声を得るきっかけとなったアルバニア戦役で、テペデレンリ・アリー・パシャを裏切りトルコ軍に引き渡した事実を流して彼の名声を失墜させる。助けを求めに来たモンデゴに対して、エドモンは自分の正体を明かして決闘を挑み勝利し、敗れたモンデゴは自殺する。次の標的にはパリの大銀行家となっていたダングラールを選び、エドモンは偽の株式売買を行わせてダングラールを破産に追い込み、エドモンに正体を明かされたダングラールは発狂する。
順調に復讐が進む中、父の死にエドモンが関与していることを知ったアルベールは彼に決闘を挑もうとする。エドモンの正体に気付いたメルセデスは息子を殺さないように懇願し、それを受け入れたエドモンによってアルベールは死を免れる。エドモンは最後の復讐を果たすため、自分の正体をヴィルフォールに知らせ、自身を逮捕させるように仕向ける。最初、エドモンはアルベールに恋するヴィルフォールの娘ヴァランティーヌを想い証言を拒否するが、事実を知ったヴァランティーヌはエドモンに自分自身を守るように訴え、エドモンはヴィルフォールの汚職の証拠を提示して彼は失脚する。復讐を完遂したエドモンはメルセデスと結婚し、アルベールもヴァランティーヌと結ばれる。

## キャスト
- エドモン・ダンテス/モンテ・クリスト伯爵 - ロバート・ドーナット
- メルセデス・ド・ローザス - エリッサ・ランディ（英語版）
- レイモン・ド・ヴィルフォール - ルイス・カルハーン
- フェルナン・モンデゴ/モンデゴ伯爵 - シドニー・ブラックマー
- ダングラール男爵 - レイモンド・ウォルバーン（英語版）
- ファリア神父 - O・P・ヘギー（英語版）
- ヴァランティーヌ・ド・ヴィルフォール - アイリーン・ハーヴェイ（英語版）
- ローザス夫人（メルセデスの母） - ジョージア・ケイン（英語版）
- ヴィルフォール老人 - ローレンス・グラント（英語版）
- モレル - ウォルター・ウォーカー（英語版）
- ヴァンパ - ミッチェル・ルイス（英語版）
- ジャコポ - ルイ・アルバーニ（英語版）
- アリ - クラレンス・ミューズ（英語版）
- アルベール・モンデゴ - ダグラス・ウォルトン
- エデ - エレノア・フェルプス（英語版）
- ナポレオン・ボナパルト - ポール・アーヴィング
- ルイ18世 - ファーディナンド・ムニアー
- 市民 - ポール・フィックス

## 製作
本作はエドワード・スモールとユナイテッド・アーティスツが組んで製作した3作目の映画である。主役のモンテ・クリストにはフレドリック・マーチが検討されていた.。最終的には、ジョセフ・M・シェンクの説得を受けたロバート・ドーナットがモンテ・クリスト役に起用された。
監督のローランド・V・リーと脚本家のダン・トザローは小説を基に脚本を執筆した。しかし、トザローがニューヨークに行く用事ができたため、スモールは新たにフィリップ・ダンを起用し、脚本を完成させた。ダンによると完成した脚本には原作者デュマの言葉は、エドモンが財宝を発見した時に発する「the world is mine!」、彼が復讐を果たした時に発する「one, two, three」の7単語しかなかったという。撮影は1934年5月に開始された。

## 続編
映画の公開後、エドモンとメルセデスの息子を主人公とした続編の製作が発表されたが、実際に続編『The Son of Monte Cristo』が公開されたのは6年後の1940年だった。12年後の1946年にはエドモンの孫を主人公にした続編『The Return of Monte Cristo』が公開された。